# Maud Oudeman
Maud Oudeman (Nijmegen, 29 september 2003) is een Nederlands wielrenster.

## Carrière
Als juniore werd Oudeman in 2021 vierde op het Nederlandse kampioenschap tijdrijden. Aan het eind van dat jaar werd Oudeman uitgeroepen tot winnares van de Zwift Academy, wat haar een contract bij Canyon//SRAM Racing opleverde.
In 2023 maakte Oudeman de overstap naar Team Jumbo-Visma. Ze nam dat jaar deel aan onder meer de Ronde van Italië voor vrouwen en de Simac Ladies Tour. In januari 2024 stond ze aan de start van de Tour Down Under. In de laatste rit, met aankomst op Willunga Hill, finishte ze als achtste. Dit leverde haar de twaalfde plek in het eindklassement op.

## Resultaten in voornaamste wedstrijden
| Jaar | Ronde van Italië | Ronde van Frankrijk | Ronde van Spanje |
| ---- | ---------------- | ------------------- | ---------------- |
| 2022 |                  |                     |                  |
| 2023 | 93e              |                     |                  |
| 2024 | opgave           |                     | 48e              |
| 2025 | 44e              |                     | 35e              |

| Jaar | Luik-Bast.‑Luik | Dwars door Vlaanderen | Waalse Pijl |
| ---- | --------------- | --------------------- | ----------- |
| 2022 |                 | 77e                   |             |
| 2023 |                 | 105e                  | 107e        |
| 2024 |                 | 81e                   | 27e         |
| 2025 | 81e             |                       | 20e         |

## Ploegen
- 2022 –  Canyon//SRAM Racing
- 2023 –  Team Jumbo-Visma
- 2024 –  Team Visma | Lease a Bike
- 2025 –  Team Visma | Lease a Bike

Amialiusik · Barnes · Bossuyt · Bradbury · Chabbey · Cromwell · Dygert · Harris · Harvey · Klein · Niewiadoma · Oudeman · Paladin · Rooijakkers · Roy
Achtereekte · van Agt · Beekhuis · Cadzow · van Empel · Henderson · Kraak · Labecki · Markus · Oudeman · Reijnhout · Riedmann · Rüegg · Swinkels · Veenhoven · Vos
Achtereekte · van Agt · von Berswordt · van Empel · Geurts · Henderson · Markus · Nooijen · Oudeman · Reijnhout · Riedmann · Veenhoven · Vigié · Vos · de Vries (vanaf 4/6) · Wolff (stage vanaf 7/9)
Achtereekte · van Agt · von Berswordt · Bunel · Chladoňová · van Empel · Ferrand-Prévot · Fidanza · Geurts · Nooijen · Oudeman · Reijnhout · Riedmann · Veenhoven · Vigié · Vos · de Vries · Wolff